# دزرژینسک، روسیه
شهر دزرژینسک، روسیه (به روسی: Дзержинск) در کشور روسیه و در اوبلاست نیژنی نووگورود واقع شده‌است.